# 建部大社

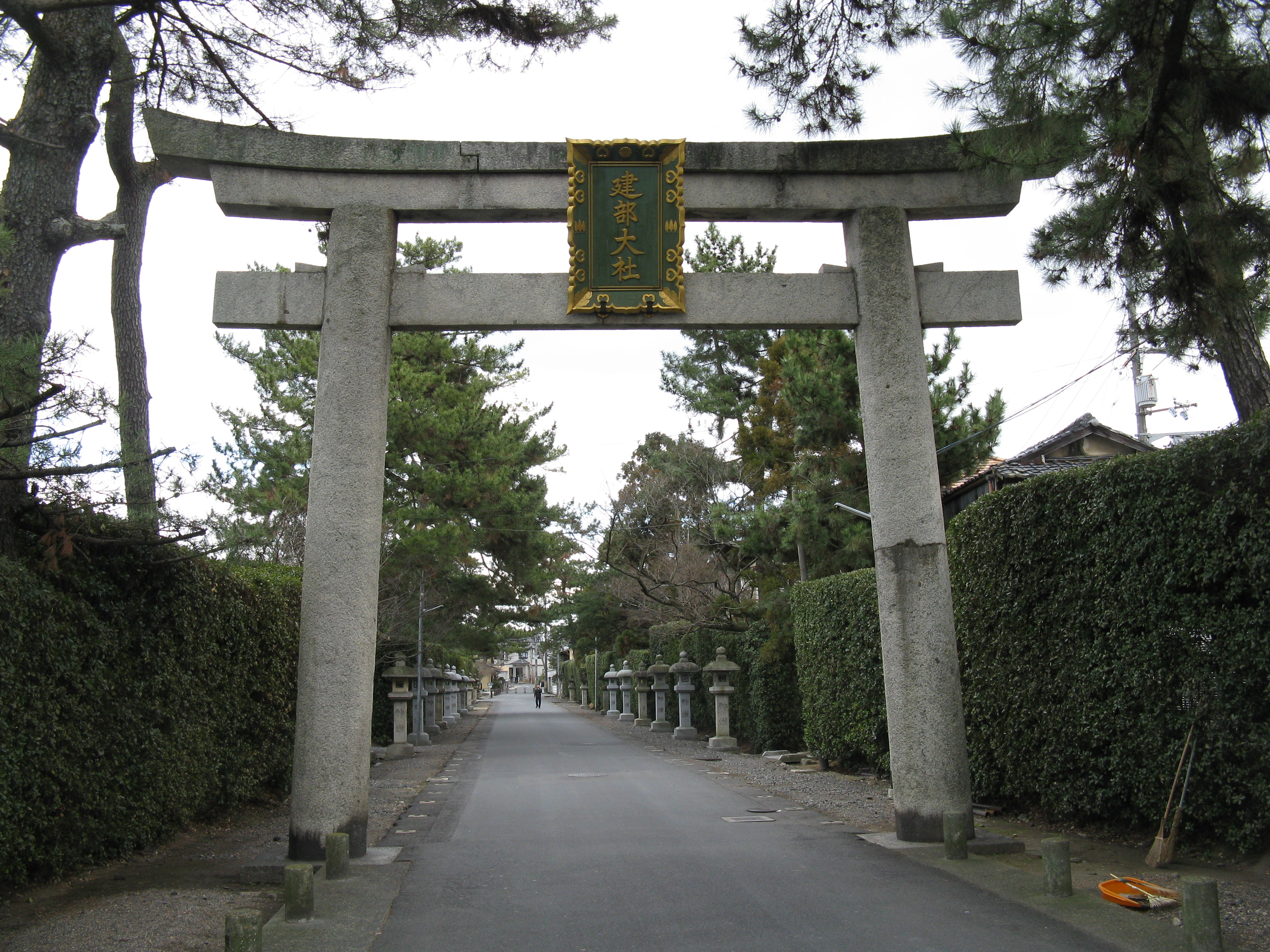
一の鳥居

建部大社（たけべたいしゃ）は、滋賀県大津市神領にある神社。式内社（名神大社）、近江国一宮。旧社格は官幣大社で、現在は神社本庁の別表神社。旧称は「建部神社」。
2015年（平成27年）4月24日、「琵琶湖とその水辺景観－ 祈りと暮らしの水遺産」の構成文化財として日本遺産に認定される。

## 祭神
主祭神は次の通り。
- 本殿：日本武尊（やまとたけるのみこと）
  - 本殿相殿神：天照皇大神（あまてらすすめおおかみ）

相殿神は、天照皇大神でなく天明玉命（あめのあかるたまのみこと）とする場合も見られる[2]。
- 権殿：大己貴命（おおなむちのみこと）
大神神社（大和国一宮）からの勧請。

## 歴史

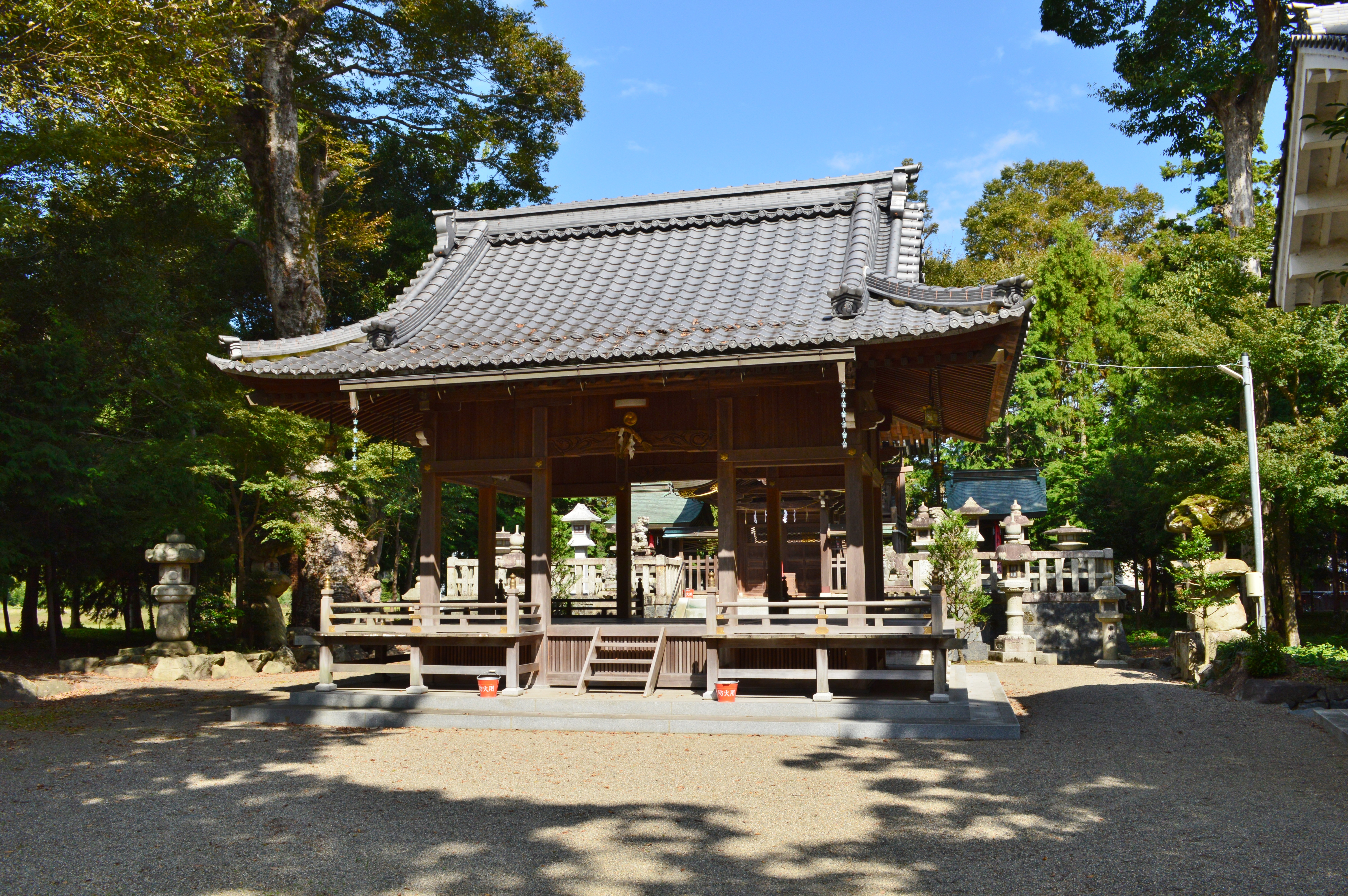
建部神社（東近江市）

社伝では、日本武尊の死後の景行天皇46年、日本武尊の妃・布多遅比売命が神勅によって、御子・建部稲依別命とともに住んでいた神崎郡建部郷千草嶽（現・東近江市五個荘伊野部町付近の箕作山）の地に日本武尊を「建部大神」として祀ったのが創建とされる。建部郷の「建部」の名は日本武尊をしのんで名代として名付けられたことに因むといい、他にも各地に設けられている。のち、天武天皇4年（675年）に近江の守護神として、現在地の栗太郡勢多へ遷座したという。遷座後、元の千草嶽の麓には神護景雲2年（768年）に聖真大明神と建部大明神が設けられたとされ、現在は建部神社が建てられている。
天平勝宝7歳（755年）には、大己貴命が大神神社から勧請され、権殿に祀られたという。
平安時代中期の『延喜式』神名帳には近江国栗太郡に「建部神社 名神大」と記載されて名神大社に列している。その後、近江国の一宮として崇敬された。
源頼朝が平治の乱に敗れて伊豆国に流される道中、本社に立ち寄って源氏の再興を祈願、後に大願成就したことから、出世開運の神としても著名となった。
1871年（明治4年）近代社格制度において「建部神社」として県社に列格され、1885年（明治18年）に官幣中社、1900年（明治33年）に官幣大社となった。戦後の1948年（昭和23年）に神社本庁の別表神社に加列され、社名を「建部大社」と改めた。
なお、1945年（昭和20年）8月17日、日本で初めて作られた千円紙幣（甲号券）の図柄に日本武尊と当社本殿が使用された。

### 神階
- 貞観2年（860年）2月、官社に列格（『日本三代実録』）
- 貞観5年（863年）6月8日、正六位上から従五位下（『日本三代実録』）
- 貞観10年（868年）7月11日、従四位上（『類聚国史』）

## 境内

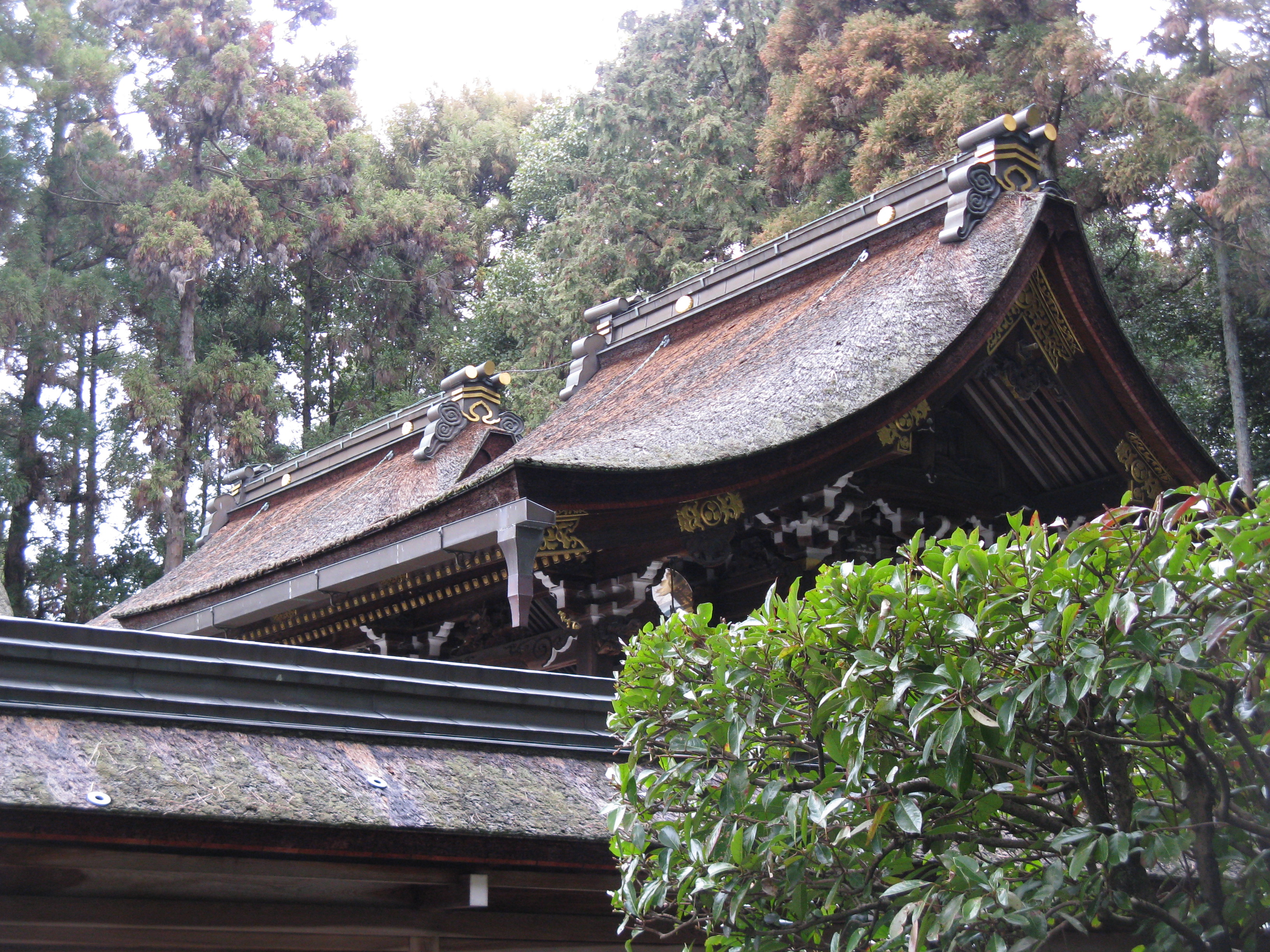
本殿（左奥）と権殿（右手前）

- 本殿 - 主神を祀る本殿と権殿は同形式の一間社流造で並列して鎮座する。
- 権殿
- 拝所
- 拝殿 - 本殿・権殿共用である。拝殿前に立つ三本杉は、大己貴命が権殿に祀られた際に一夜にして成長したと伝わる神木で、当社の神紋にもなっている。
- 石燈籠（重要文化財） - 鎌倉時代の文永7年（1270年）の造営。
- 絵馬所
- 神馬舎
- 宝物殿
- 庭園
- 社務所
- 美寿喜会館
- 婚儀殿
- 源頼朝公出世の水 - 源頼朝が平治の乱に敗れた後に伊豆国に流される途中で当社に立ち寄り、源氏の再興を祈願し、願いがかなったことから名付けられた。
- 神門

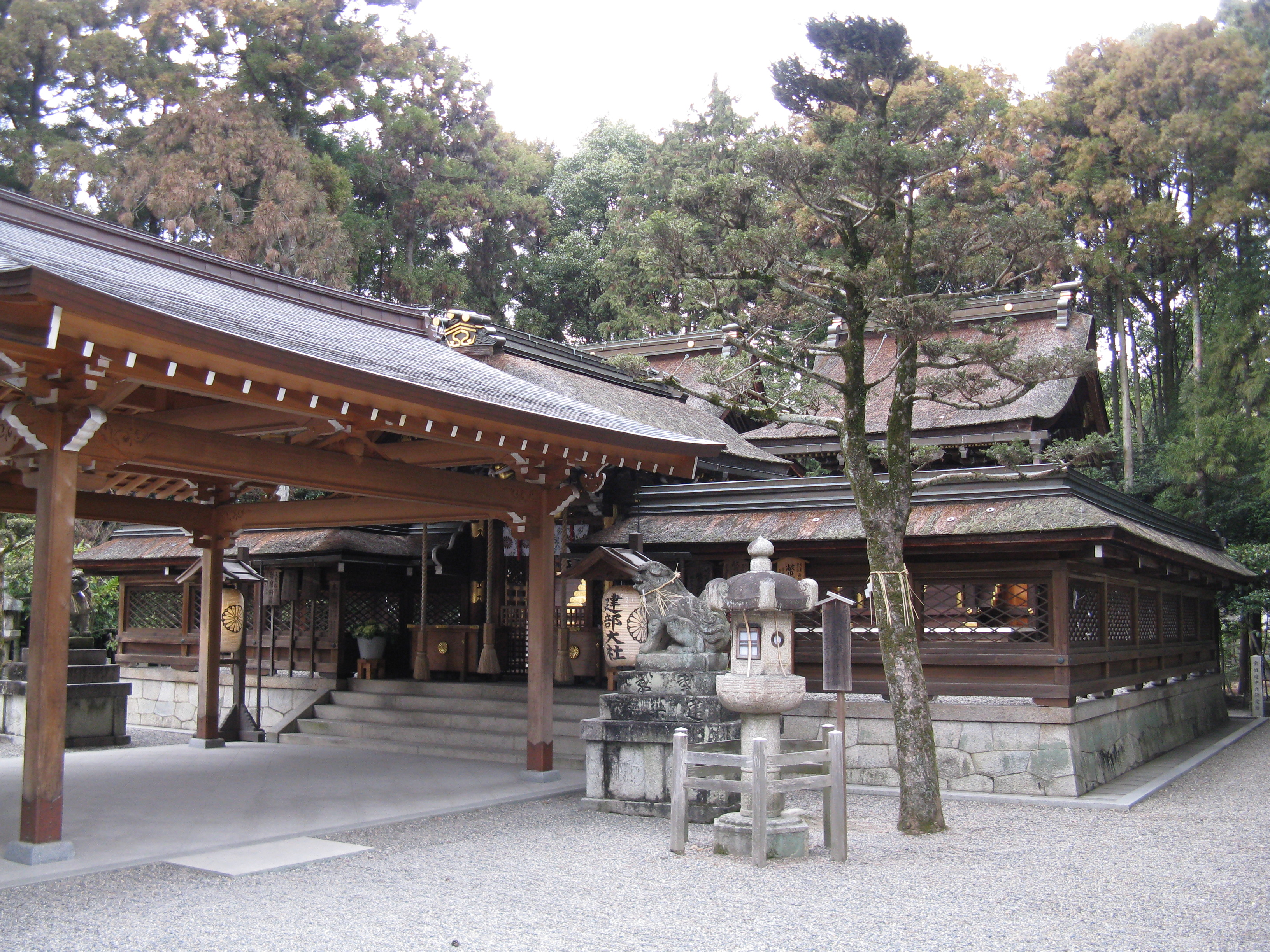
本殿と権殿（遠景）
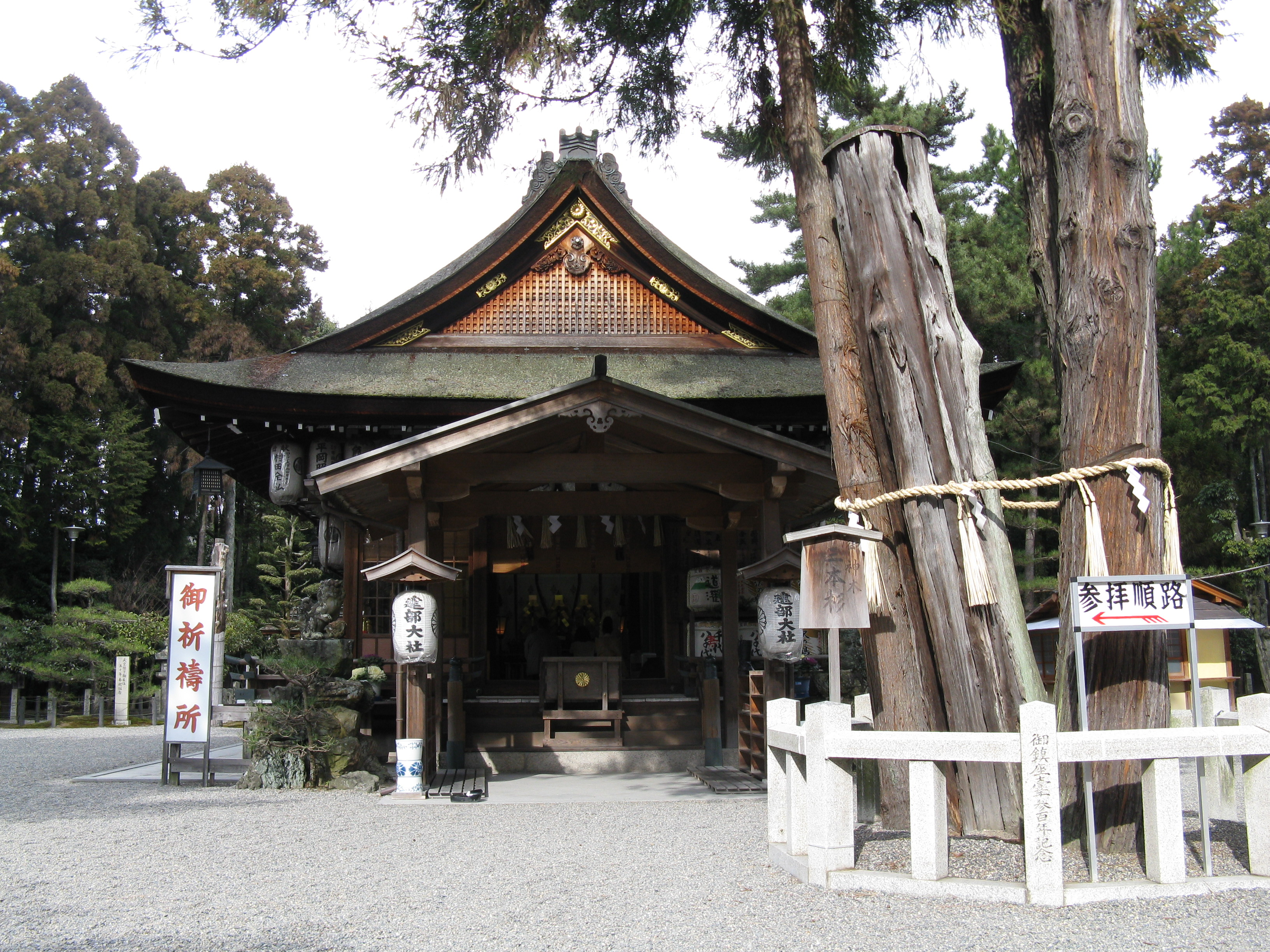
三本杉（手前）と拝殿
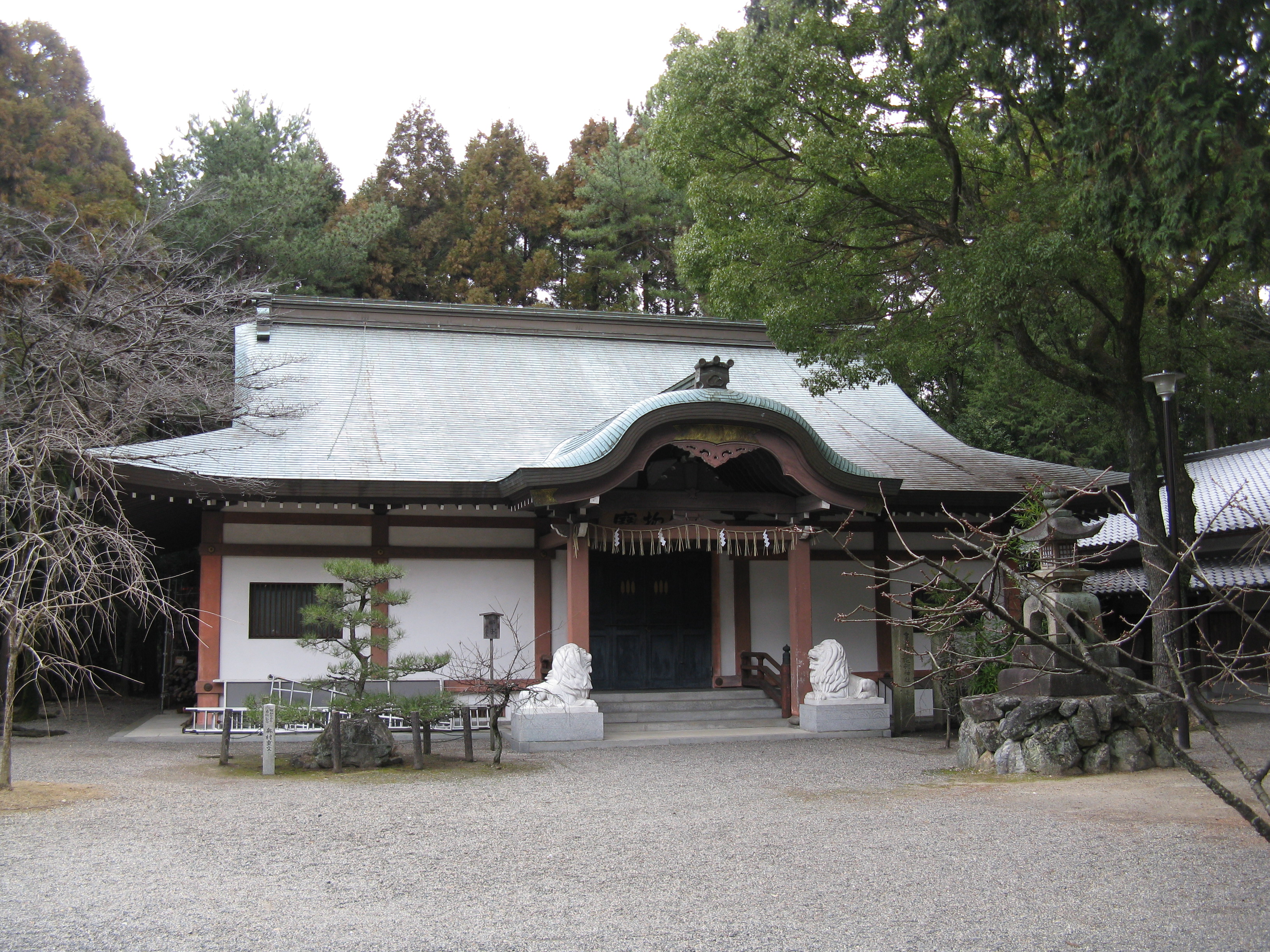
宝物殿
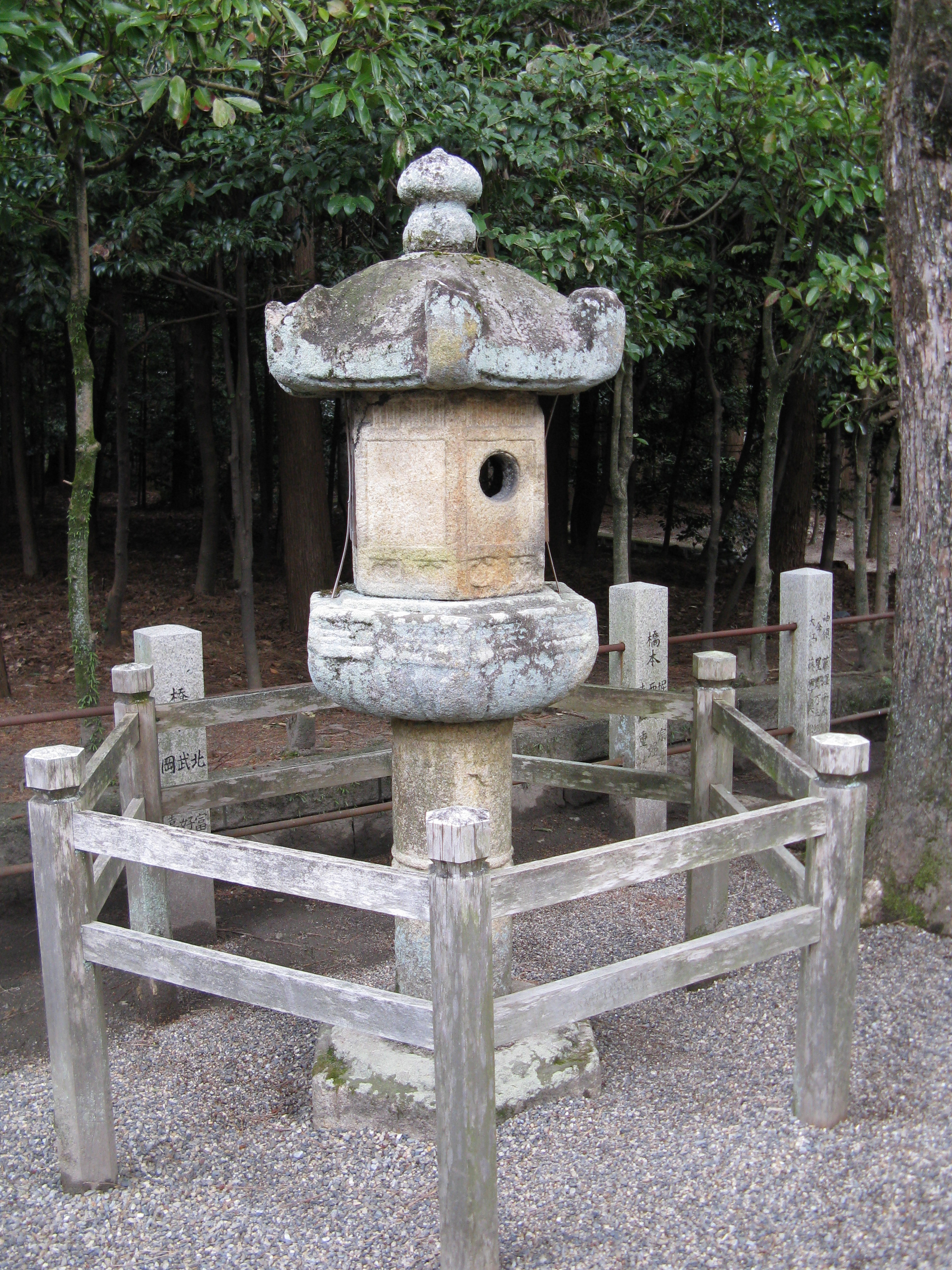
石燈籠（重要文化財）
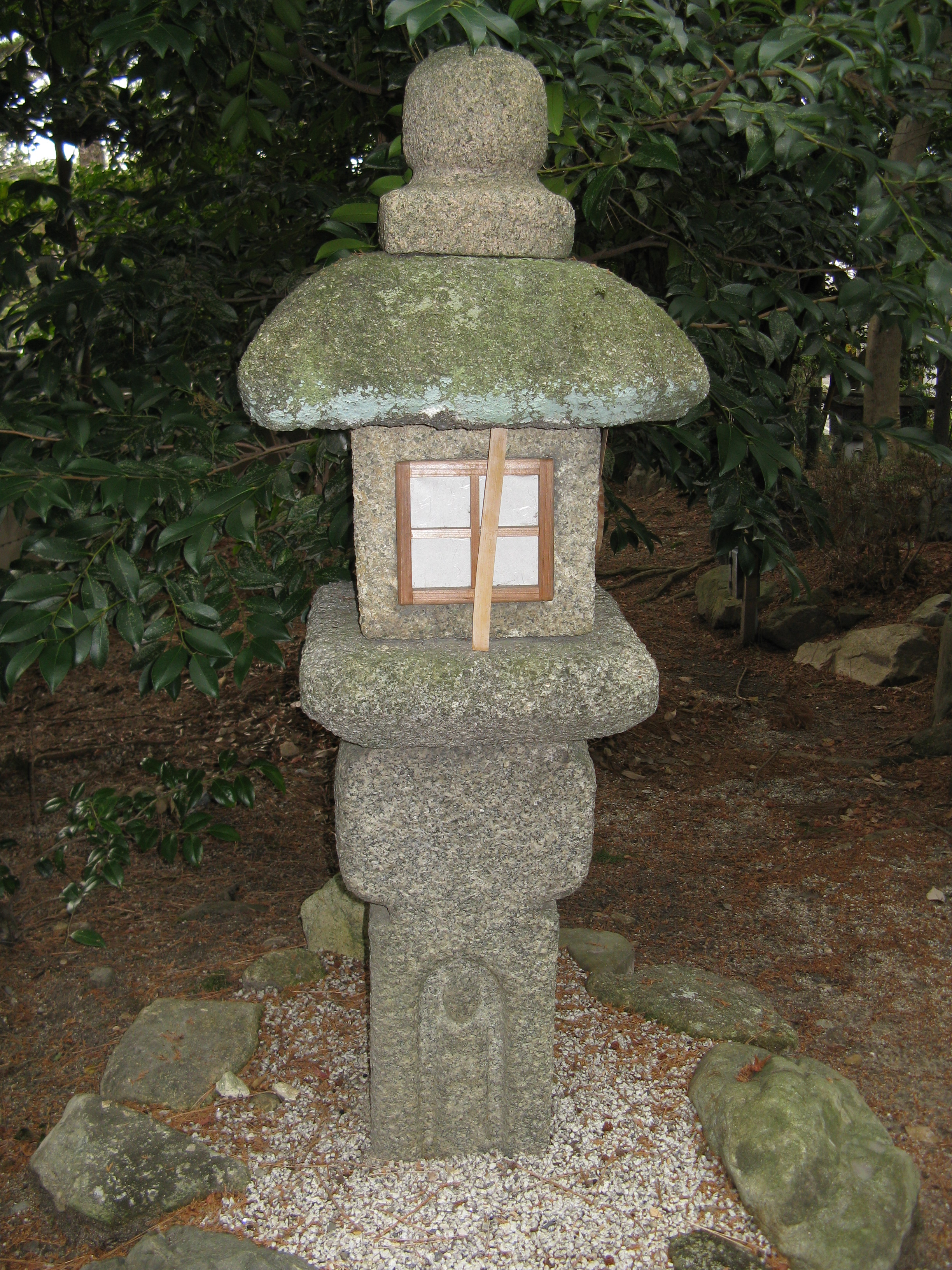
小燈籠 キリシタン燈籠。
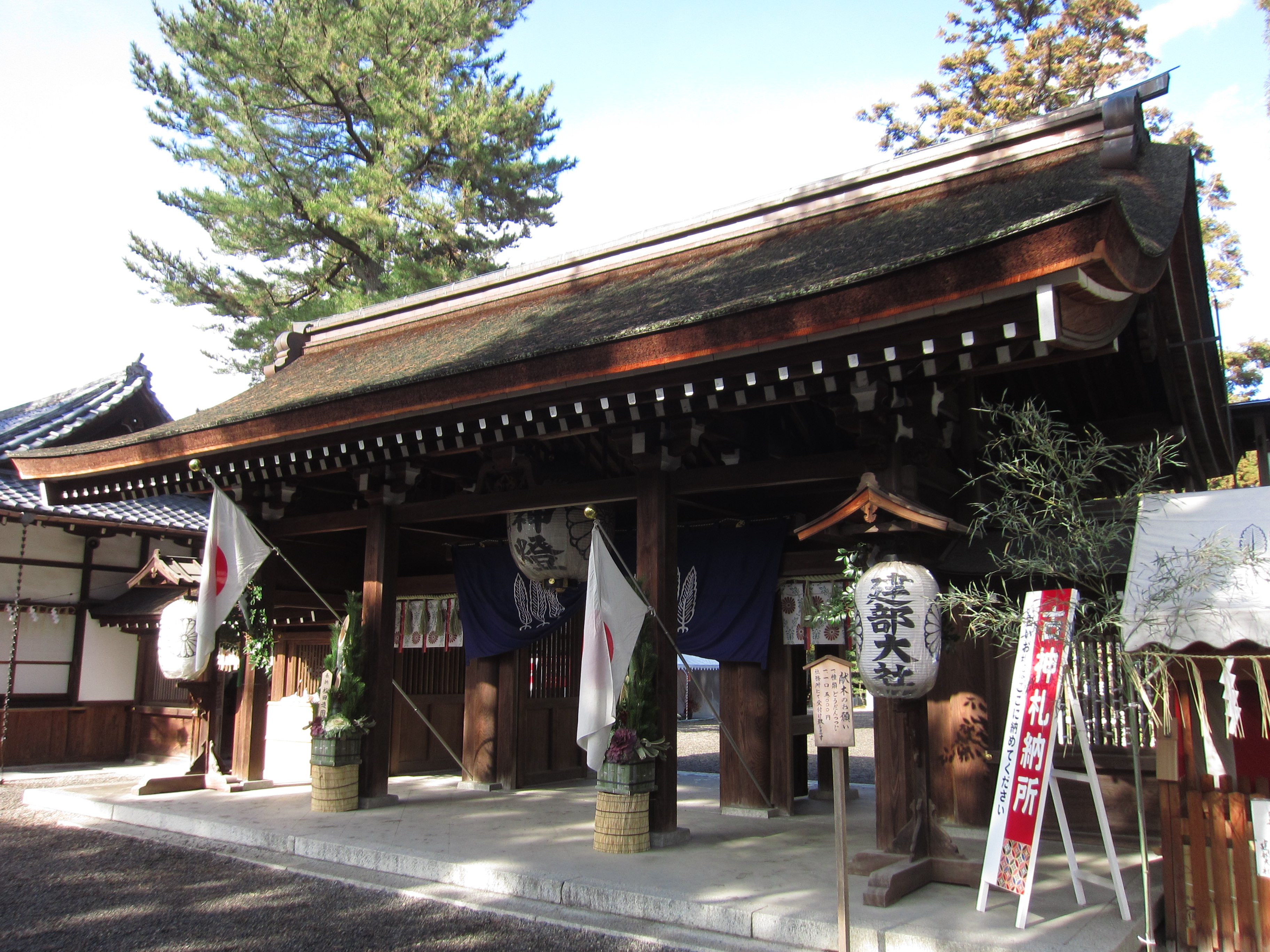
神門
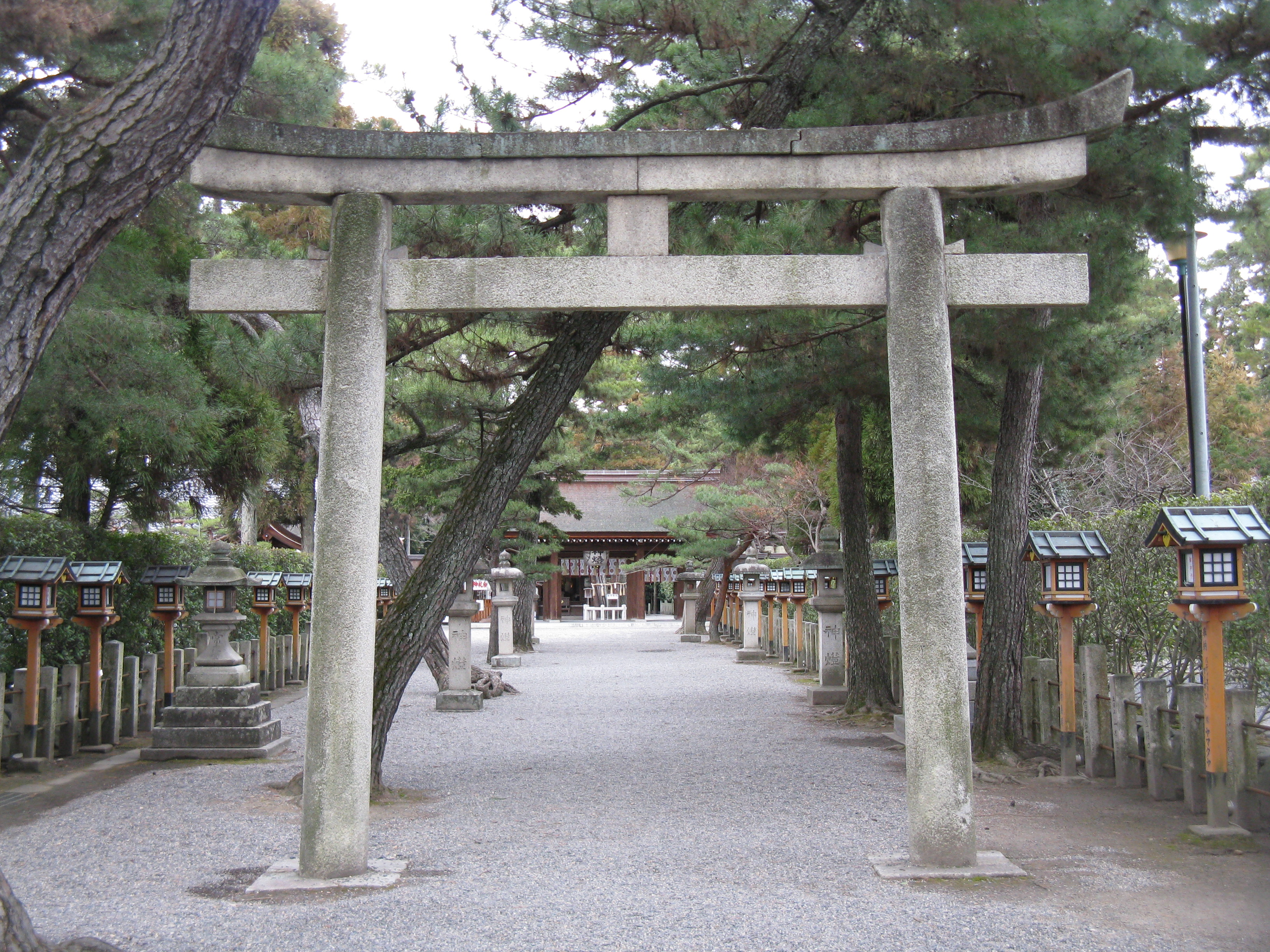
二の鳥居

## 摂末社

### 摂社
- 聖宮神社 （ひぢりのみやじんじゃ）
  - 祭神：景行天皇 - 第12代。日本武尊の父。
- 大政所神社 （おおまんどころじんじゃ）
  - 祭神：播磨稲日大郎姫命 - 景行天皇皇后で、日本武尊の母。
- 藤宮神社
  - 祭神：布多遅比売命 - 日本武尊の妃。
- 若宮神社
  - 祭神：建部稲依別命 - 日本武尊の子。

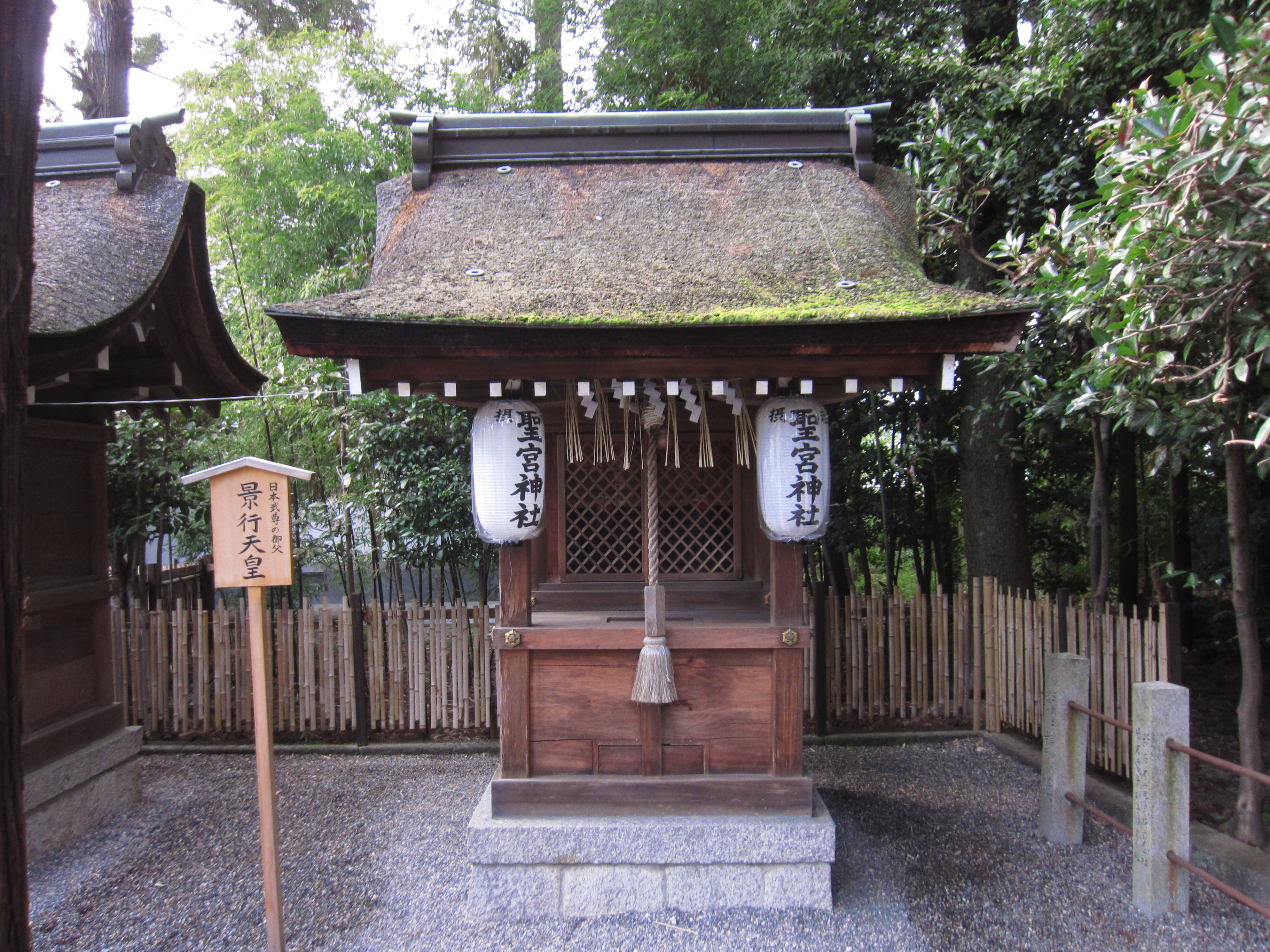
聖宮神社
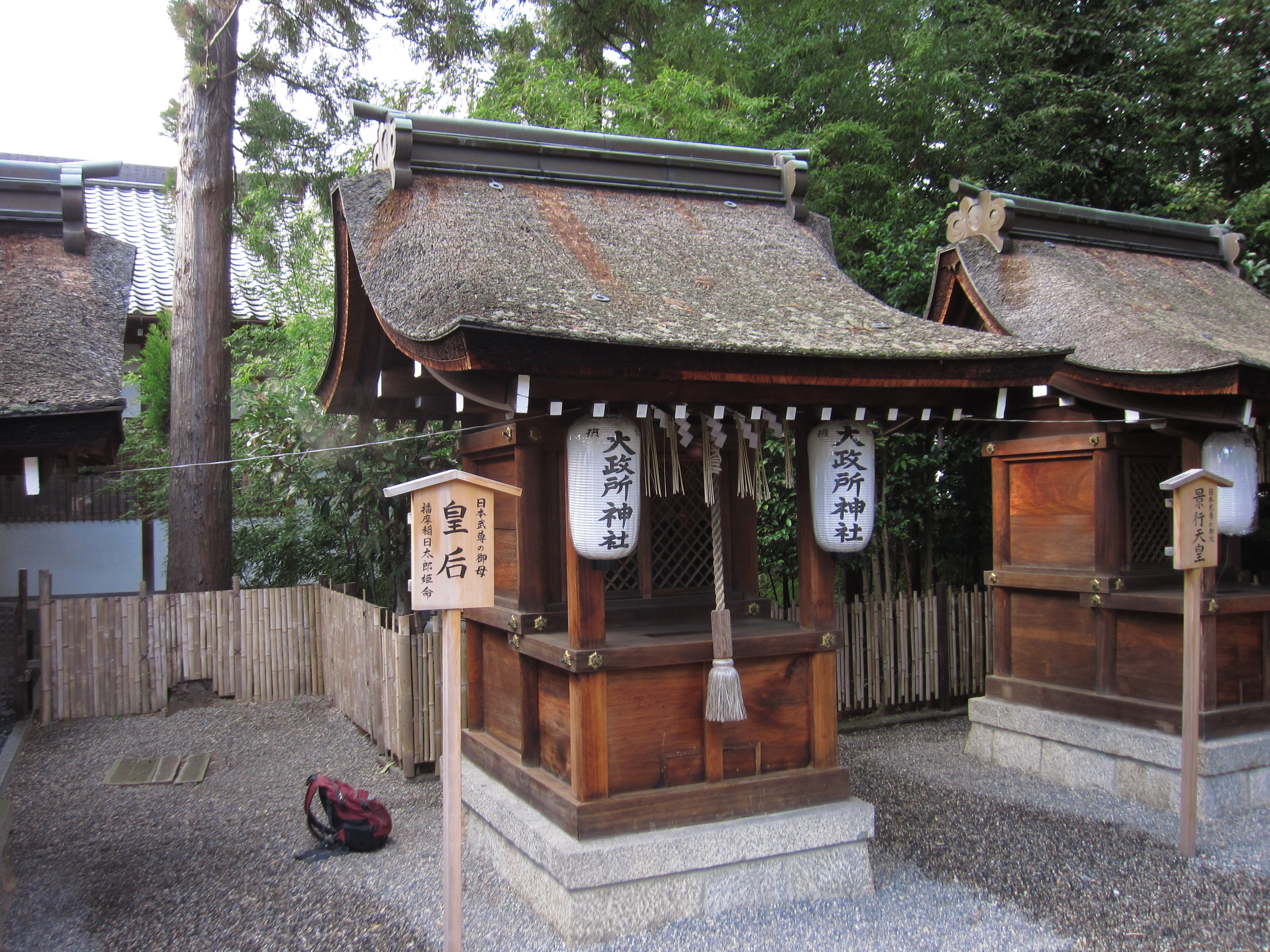
大政所神社
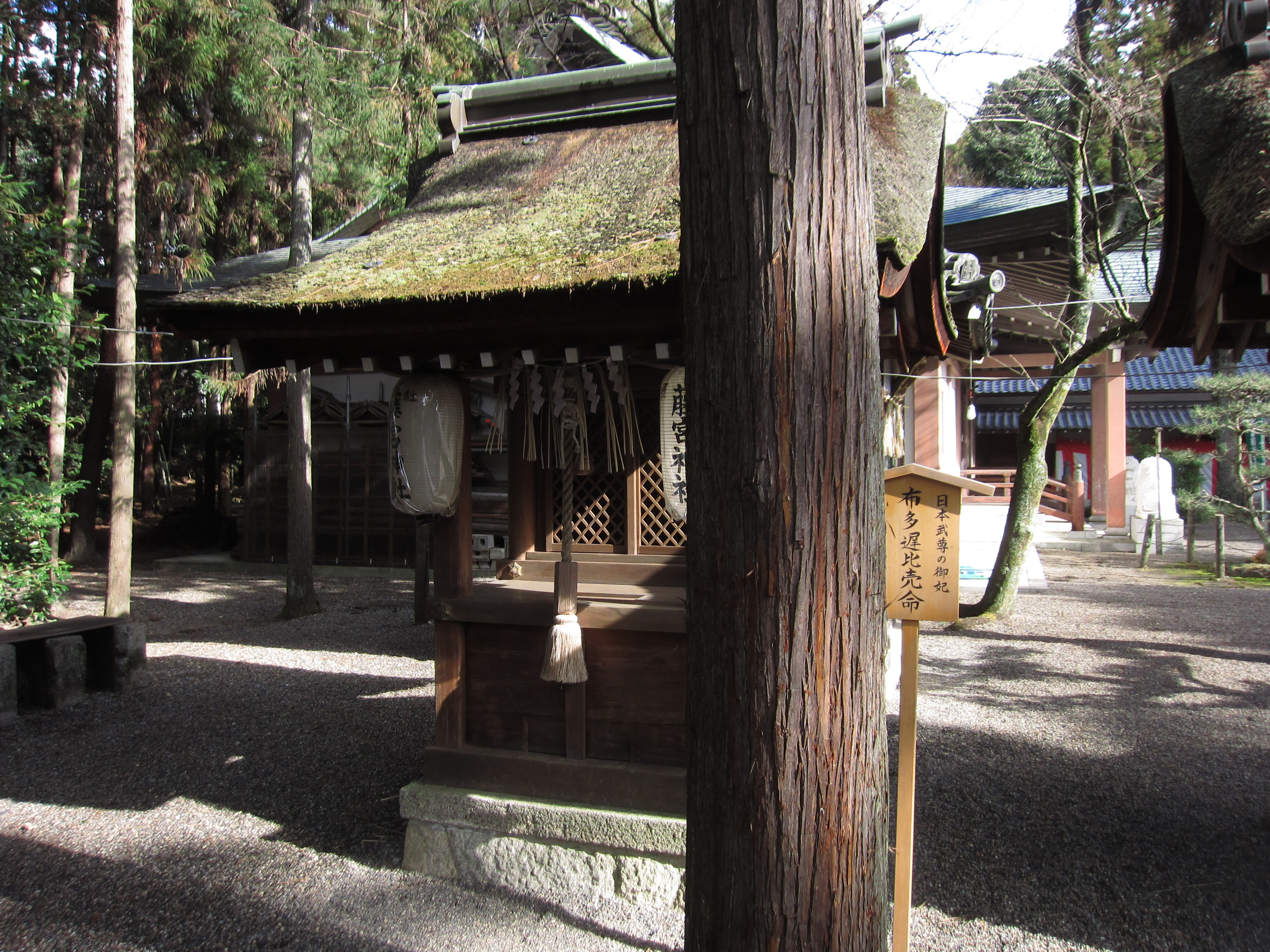
藤宮神社
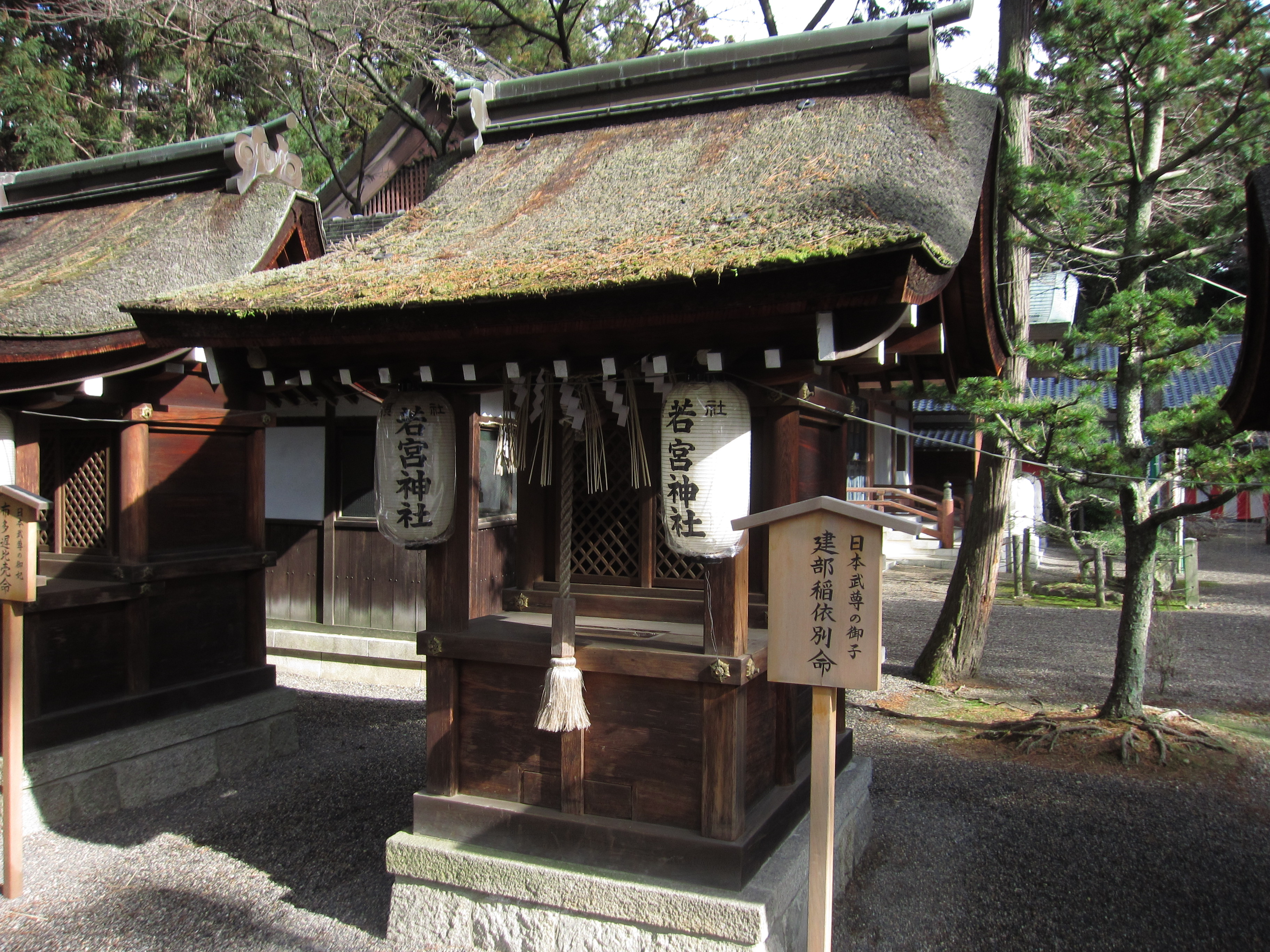
若宮神社

祭神の関係略図
社伝に従うもので、『古事記』『日本書紀』等とは若干異なる。
|  |  | （12）景行天皇 （聖宮神社）   |                               |                               |                               |                               |                               |                           |                           |                           |                           |                           |                           |  |  |                           |                           |                           |                           |                           |                           |  |  |
|  |  |                               |                               |                               |                               |                               |                               |                           |                           |                           |                           |                           |                           |  |  |                           |                           |                           |                           |                           |                           |  |  |
|  |  |                               |                               |                               |                               |                               |                               | 日本武尊                  |                           |                           |                           |                           |                           |  |  |                           |                           |                           |                           |                           |                           |  |  |
|  |  |                               |                               |                               |                               |                               |                               |                           |                           |                           |                           |                           |                           |  |  |                           |                           |                           |                           |                           |                           |  |  |
|  |  | 播磨稲日大郎姫 （大政所神社） | 播磨稲日大郎姫 （大政所神社） | 播磨稲日大郎姫 （大政所神社） | 播磨稲日大郎姫 （大政所神社） | 播磨稲日大郎姫 （大政所神社） | 播磨稲日大郎姫 （大政所神社） |                           |                           |                           |                           |                           |                           |  |  | 建部稲依別命 （若宮神社） | 建部稲依別命 （若宮神社） | 建部稲依別命 （若宮神社） | 建部稲依別命 （若宮神社） | 建部稲依別命 （若宮神社） | 建部稲依別命 （若宮神社） |  |  |
|  |  |                               | 播磨稲日大郎姫 （大政所神社） | 播磨稲日大郎姫 （大政所神社） | 播磨稲日大郎姫 （大政所神社） | 播磨稲日大郎姫 （大政所神社） | 播磨稲日大郎姫 （大政所神社） |                           |                           |                           |                           |                           |                           |  |  | 建部稲依別命 （若宮神社） | 建部稲依別命 （若宮神社） | 建部稲依別命 （若宮神社） | 建部稲依別命 （若宮神社） | 建部稲依別命 （若宮神社） | 建部稲依別命 （若宮神社） |  |  |
|  |  |                               |                               |                               |                               |                               |                               | 布多遅比売命 （藤宮神社） | 布多遅比売命 （藤宮神社） | 布多遅比売命 （藤宮神社） | 布多遅比売命 （藤宮神社） | 布多遅比売命 （藤宮神社） | 布多遅比売命 （藤宮神社） |  |  | （14）仲哀天皇            | （14）仲哀天皇            | （14）仲哀天皇            | （14）仲哀天皇            | （14）仲哀天皇            | （14）仲哀天皇            |  |  |
|  |  |                               |                               |                               |                               |                               |                               | 布多遅比売命 （藤宮神社） | 布多遅比売命 （藤宮神社） | 布多遅比売命 （藤宮神社） | 布多遅比売命 （藤宮神社） | 布多遅比売命 （藤宮神社） | 布多遅比売命 （藤宮神社） |  |  | （14）仲哀天皇            | （14）仲哀天皇            | （14）仲哀天皇            | （14）仲哀天皇            | （14）仲哀天皇            | （14）仲哀天皇            |  |  |

### 末社

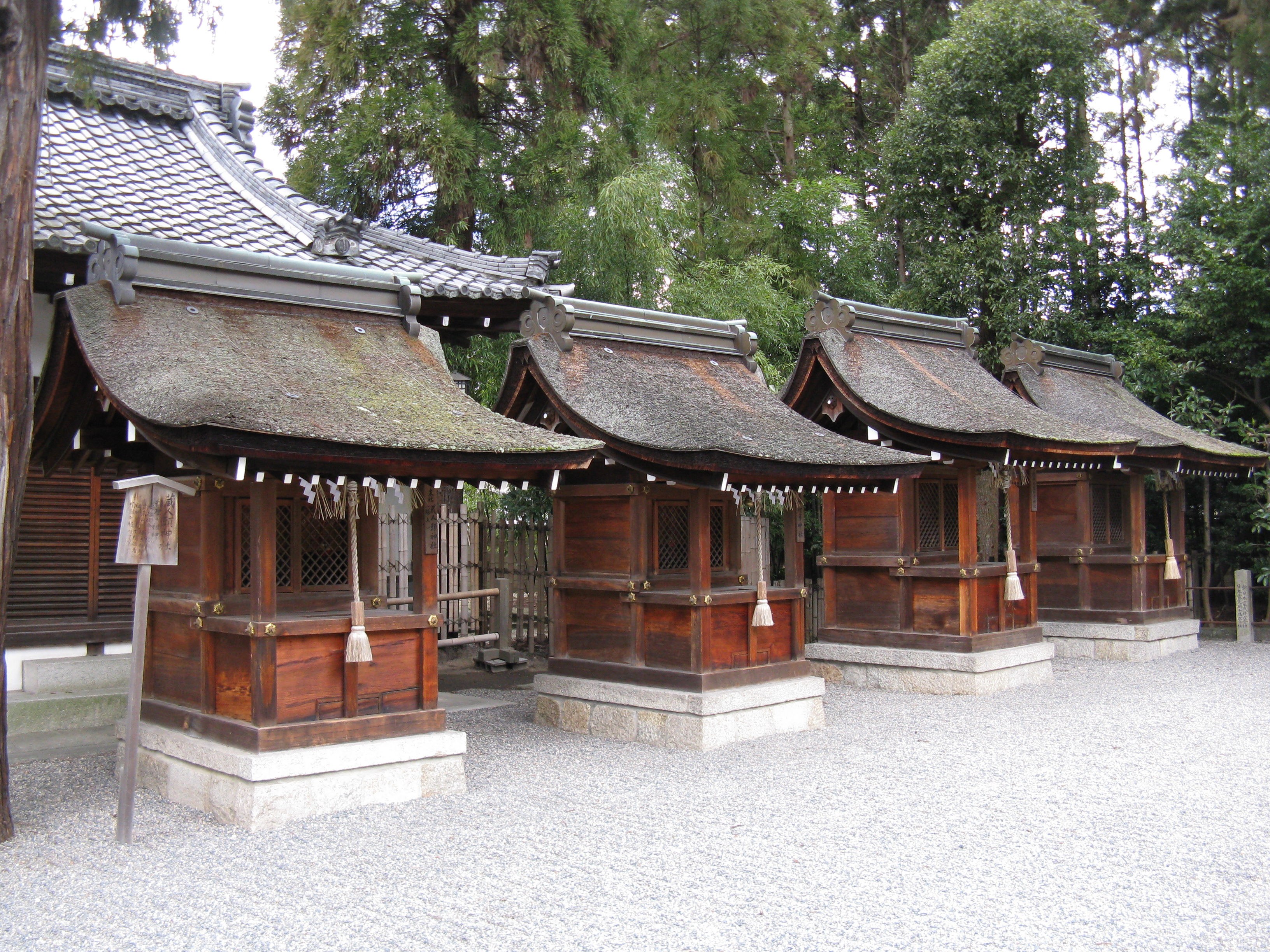
本殿左の摂末社
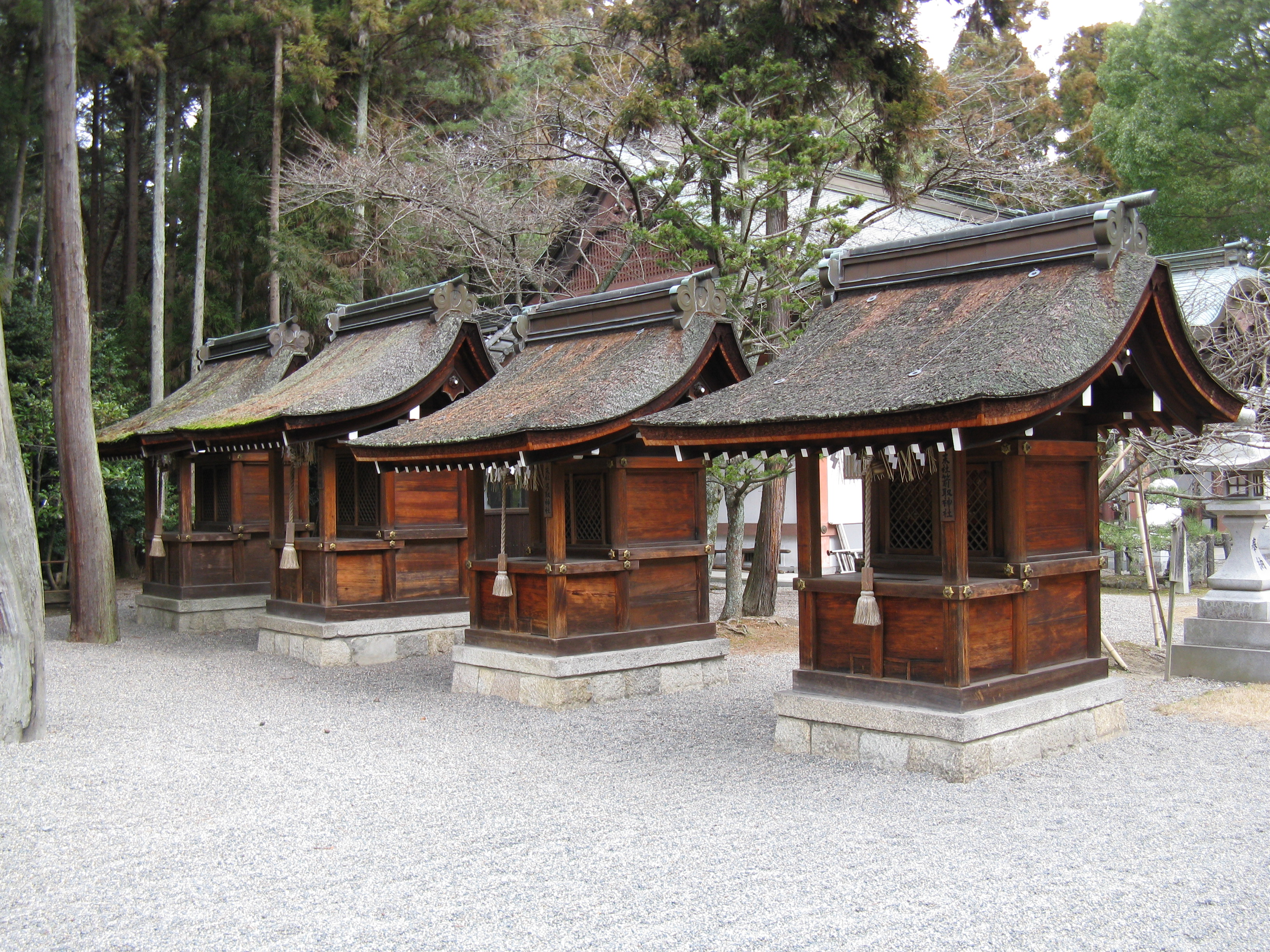
本殿右の摂末社
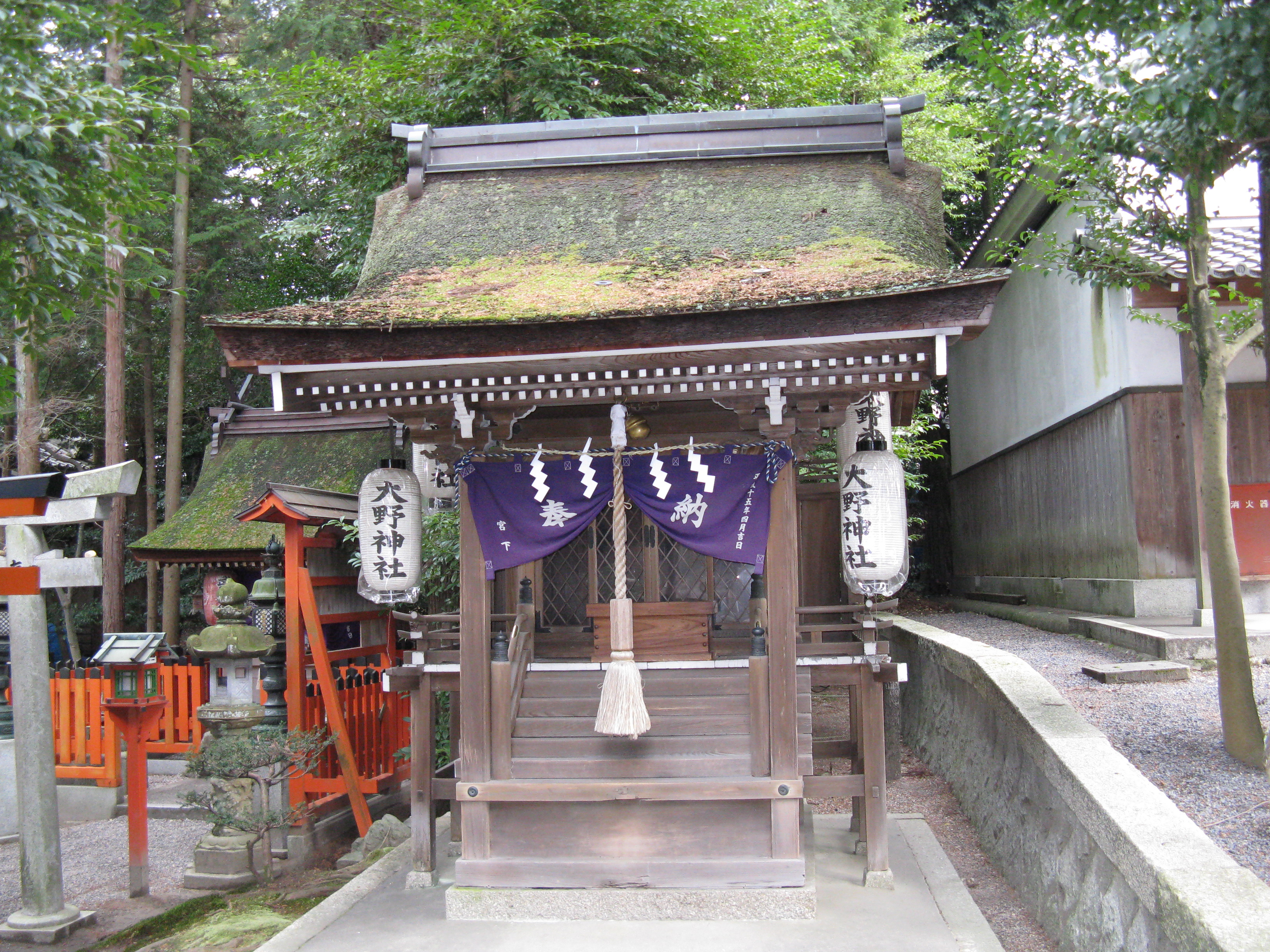
行事神社
  - 祭神：吉備臣武彦、大伴連武日 - 日本武尊の家臣。
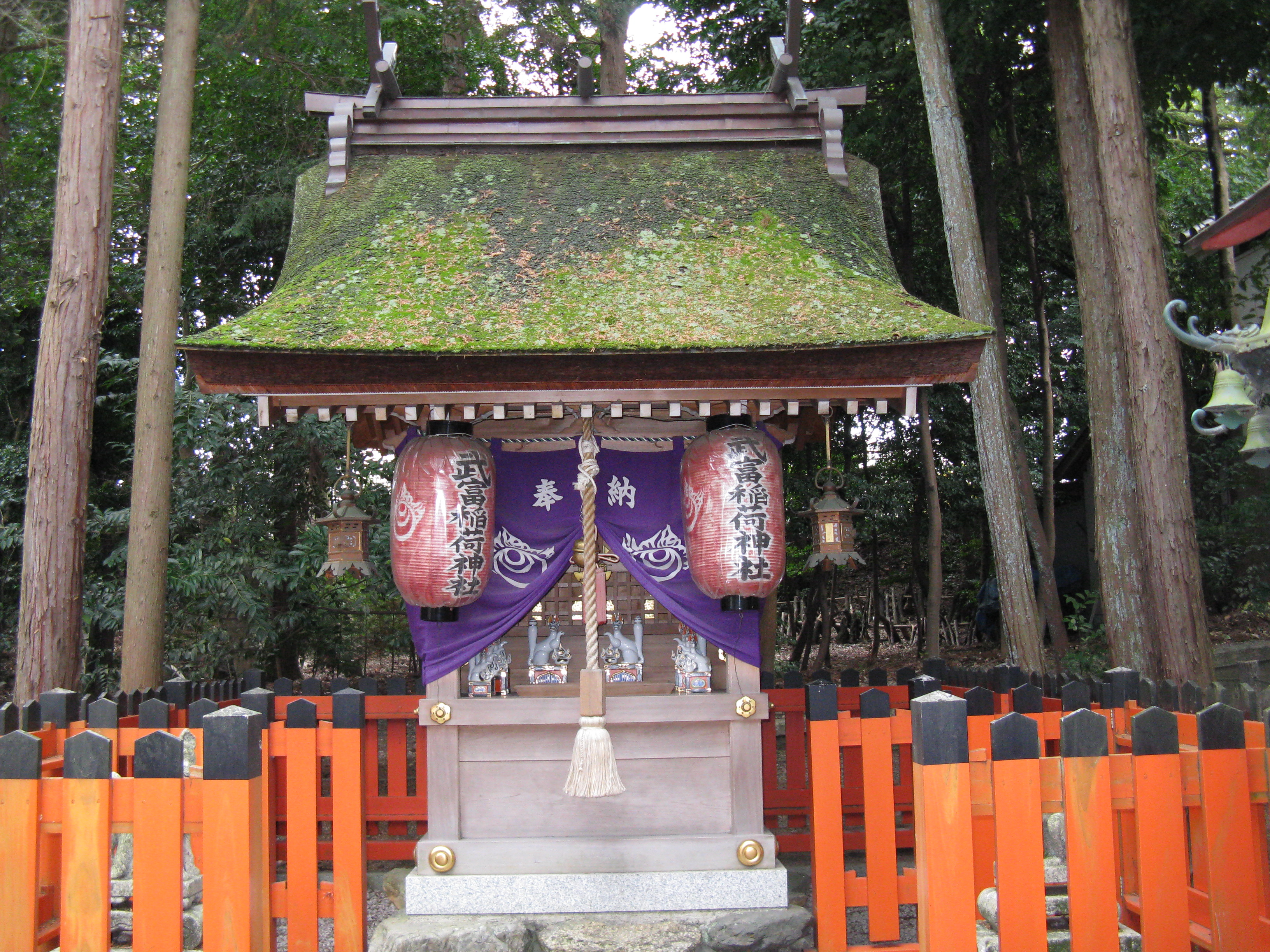
弓取神社
  - 祭神：弟彦公 - 日本武尊の家臣。
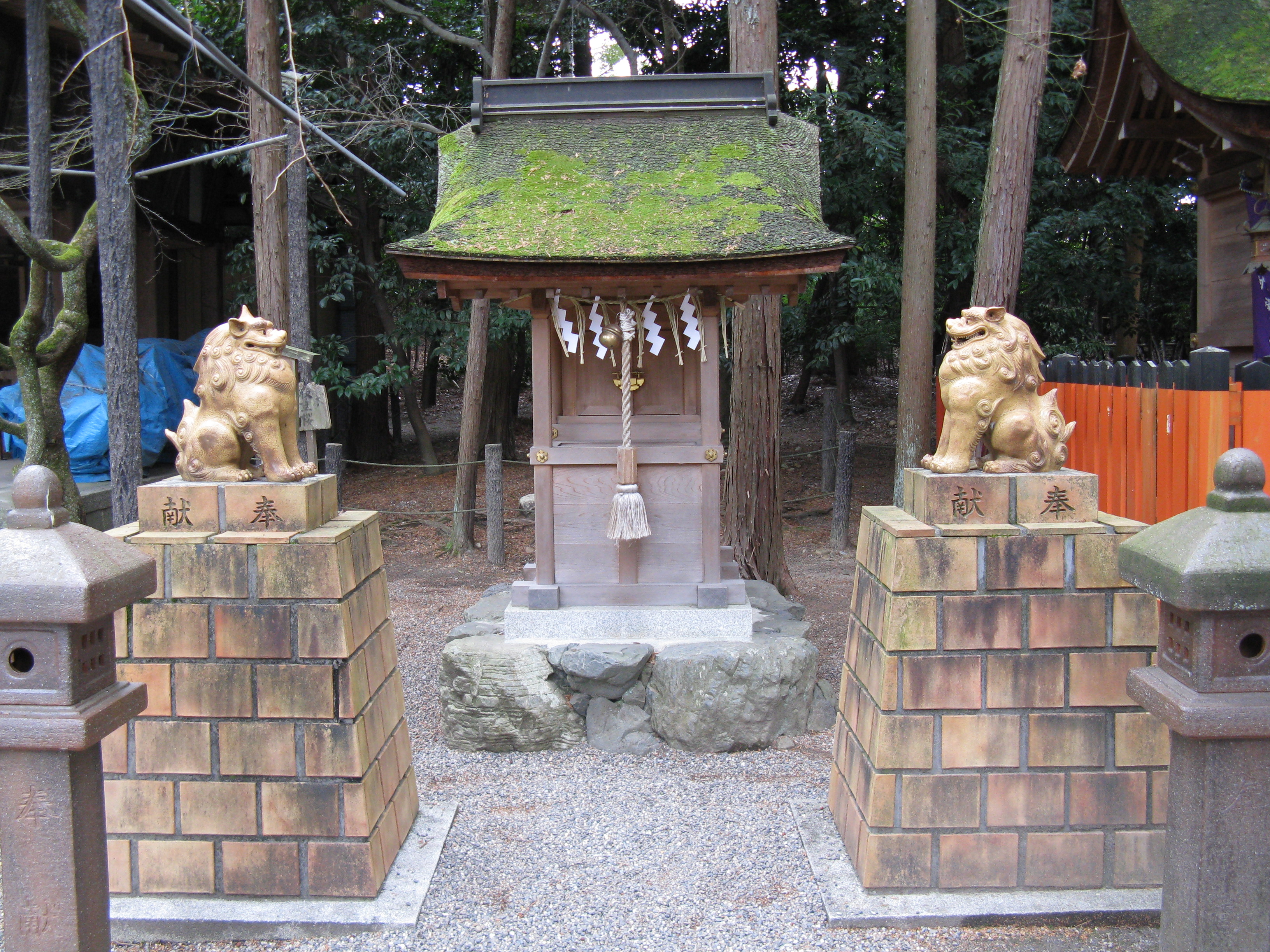
箭取神社 （せんとりじんじゃ）
  - 祭神：石占横立、尾張田子之稲置、乳近之稲置 - 日本武尊の家臣。
- 蔵人頭神社（膳夫神社）
  - 祭神：七掬脛命 - 久米氏の遠祖で料理の神。
- 大野神社
  - 祭神：草野姫命 - 当社遷座以前から祀られていたという地主神。
- 武富稲荷神社
  - 祭神：稲倉魂命
- 八柱神社
  - 祭神：藤時平、融大臣、事代主命、市杵嶋姫命、素盞男命、豊玉彦命、櫛名多姫命
- 桧山神社
  - 祭神：伊邪那美命、大山祇命、息長足姫命、武内宿禰大臣、住吉大神

本社境内北方にある御旅山に鎮座する、境外末社である。熊野神社、山神社、鞭指神社を合祀し改称した。本社境内には遙拝所がある。

- 本殿左の摂末社
- 本殿右の摂末社
- 大野神社
- 稲荷神社
- 八柱神社

## 祭事

### 船幸祭
重さ1.5tの大神輿を御座船に乗せ瀬田川を下る「船幸祭」が、毎年8月17日に行われる。これは日本武尊の東征故事に拠るもので、日吉大社の「山王祭」（春）、天孫神社の「大津祭」（秋）と共に、「大津三大祭」の1つともされている。

## 文化財

### 重要文化財
- 木造女神坐像 附：木造小女神坐像 2躯（彫刻） - 平安時代の作。1905年（明治38年）4月4日指定[5]。
- 石燈籠（工芸品） - 文永7年（1270年）庚午五月七日造立之の刻銘がある。1962年（昭和37年）6月21日指定[6]。

## 前後の札所
神仏霊場巡拝の道
144 御上神社　-　145 建部大社　-　146 石山寺

## 関係地
- 建部神社（東近江市五個荘伊野部町、北緯35度7分54.72秒 東経136度11分24.95秒） - 建部大社旧社地伝承地。

## 現地情報
所在地
- 滋賀県大津市神領1丁目16-1

付属施設
- 宝物殿 - 正月元旦のみ終日公開（拝観無料）、その他は事前要予約（拝観料200円）。

交通アクセス
- 鉄道
  - 京阪電気鉄道石山坂本線 唐橋前駅（徒歩15分）
  - JR西日本琵琶湖線 石山駅（徒歩25分）
- バス
  - 石山駅から
    - 近江鉄道バスで「神領建部大社前」停留所下車、または帝産湖南交通で「建部大社」停留所下車

  - 瀬田駅から
    - 近江鉄道バス（神領団地線 神領団地経由石山駅行）で「神領建部大社前」停留所下車
- 車
  - 名神高速道路 瀬田西ICから5分

周辺
- 近江国庁跡
- 瀬田の唐橋

## 関連図書
- 安津素彦・梅田義彦編集兼監修者『神道辞典』神社新報社、1968年、36頁
- 白井永二・土岐昌訓編集『神社辞典』東京堂出版、1979年、213頁
- 菅田正昭『日本の神社を知る「事典」』日本文芸社、1989年、151-152頁